# Velvet Assassin
Velvet Assassin là tựa game thuộc thể loại lén lút lấy bối cảnh Thế chiến thứ hai do hãng Replay Studios và ML Enterprises phát triển, game được phát hành bởi hãng SouthPeak Games ở châu Âu ngày 30 tháng 4 và Bắc Mỹ ngày 8 tháng 5 năm 2009. Riêng thị trường Úc và Nhật Bản do Gamecock Media Group và Ubisoft phát hành. Velvet Assassin được phát triển với tựa đề Sabotage. Game còn được phát hành trên Mac App Store vào năm 2013.
Velvet Assassin chủ yếu mô tả những hoạt động tình báo của Violette Summer, một nữ điệp viên người Anh của quân Đồng Minh trong Chiến tranh thế giới thứ hai hoạt động sâu trong lòng địch, cố gắng ngăn chặn các nỗ lực chiến tranh của Đức Quốc Xã. Cô đã hoàn thành rất tốt các nhiệm vụ tình báo ở hậu tuyến quân địch cho đến khi bị bắt giữ trong một điệp vụ thất bại rồi bị đưa vào trại tập trung tử hình chỉ vài tháng trước khi Chiến tranh thế giới thứ hai kết thúc.
Cốt truyện của game lấy cảm hứng từ cuộc đời có thực của nữ điệp viên nổi tiếng Violette Szabo. Tuy nhiên, Velvet Assassin lại có một cách tiếp cận khác bằng cách làm cho Violette chìm đắm vào một cơn hôn mê sâu trên giường bệnh. Trong những giấc mơ vô thức của Violette, người chơi sẽ lần lượt tham gia vào 12 nhiệm vụ của game.

## Cốt truyện
Sinh ra ở Dorset, Violette Summer (Melinda Y. Cohen lồng tiếng) lớn lên trong một gia đình hạnh phúc và có một tuổi thơ thực sự tuyệt vời. Lúc ban đầu, cô làm việc tại một thẩm mỹ viện trước khi chiến tranh bùng nổ đã khiến cô di chuyển tới Luân Đôn và tham gia vào ngành công nghiệp vũ khí. Ít lâu sau cô được Cục Tình báo Anh Quốc chú ý đến nhờ vẻ ngoài xinh đẹp, thể lực tốt và khá tỉ mỉ trong công việc, nhờ vậy mà cô sớm được tuyển dụng vào Cục Tình báo mật (Secret Intelligence Service hay còn gọi là MI6) trong những giờ khắc đen tối nhất của nước Anh. Violette đã mất đi một người dì trong các trận không kích đầu tiên của Không quân Đức càng làm tăng thêm nỗi đau khổ của cô, rồi sau đó cô lại mất thêm người chồng là phi công Không quân Hoàng gia Anh trong trận chiến. Tuy nhiên, Violette có ý chí mạnh mẽ và sử dụng những trải nghiệm đau đớn ấy dẫn đến thành công khi làm điệp viên cho SIS.
Violette từng thực hiện thành công rất nhiều nhiệm vụ nhưng một lần bất cẩn đã khiến cô bị thương nặng do một tên lính bắn tỉa gây ra trong vụ ám sát Kamm, một sĩ quan tình báo quân sự của Đức Quốc Xã. Nằm hôn mê tại một bệnh viện ở Pháp, việc sử dụng morphine đã khiến Violette nhớ lại những thời khắc quan trọng trong một loạt giấc mơ kể rõ các điệp vụ mà cô từng làm. Do đó, phần lớn các màn chơi sẽ diễn ra trong những hồi ức của cô. Các nhiệm vụ quan trọng bao gồm phá hủy một kho xăng trên phòng tuyến Maginot, ám sát viên đại tá địch trong một nhà thờ ở Paris, ăn cắp tài liệu và chỉ điểm cho máy bay ném bom ở Hamburg trong Chiến dịch Gomorrah, đến vụ tìm kiếm ba nhân viên mật vụ ở Warsaw, Ba Lan. Đi qua hệ thống cống thoát nước của thành phố, cô tìm thấy một mật vụ bị thương trầm trọng (để rồi buộc phải thủ tiêu anh ta nhằm giữ kín bí mật của tổ chức) và phát hiện một mật vụ khác đã chết vì ngộ độc khí cyanide, sau đó cô tiếp tục thực hiện một nhiệm vụ có liên quan đến việc băng qua các khu Ghetto ở Warsaw (khu định cư của người Do Thái), nơi các cư dân bị vây bắt hoặc bị xử tử. Violette tự mình lẻn vào nhà tù Pawiak của Gestapo để giao chất độc cyanide cho tay mật vụ thứ ba.
Thông qua ký ức của Violette, những khung cảnh hiện ra từ bệnh viện với hai người đàn ông đang tranh cãi có nên để cho cô sống hay là giao nộp cô cho Schutzstaffel, hoặc giết cô để giúp cô tránh khỏi những đòn tra tấn tàn bạo của bọn Đức Quốc Xã nếu cô bị bắt. Hành tung của Violette đã bị lộ, cô tỉnh dậy từ cơn hôn mê bất chợt phát hiện quân địch đã tràn vào bệnh viện. Sau khi chạy thoát khỏi chúng, Violette tận mắt chứng kiến cảnh dân làng bị vây bắt và thảm sát bởi một nhóm lính thuộc Lữ đoàn đặc nhiệm SS Dirlewanger khi chúng dẫn họ đến nhà thờ, nhốt lại và phóng hỏa toàn bộ. Violette đã thất bại khi cố gắng giải cứu dân làng dẫn đến cơ thể kiệt sức và cảm xúc trào dâng khiến cô ngất xỉu. Hình ảnh viên chỉ huy của đối phương hiện lên rõ nét tên trùm mật vụ Kamm, với khuôn mặt bị phỏng nặng bởi vụ ám sát của Violette. Trong đoạn phim kết thúc có chiếu cảnh Violette với bộ đồ bệnh nhân đang đứng trên một vách đá nhìn thẳng vào một chiếc máy bay của quân Đức nhào tới như định ăn tươi nuốt sống cô.

## Cách chơi
Velvet Assassin qua chính lời kể của Violette sẽ đưa người chơi đi vào những hồi tưởng trong quá khứ khi cô được cử thâm nhập vào sâu chiến tuyến địch với nhiệm vụ ẩn nấp trong bóng tối, hạ gục kẻ thù trong im lặng và hoàn thành nhiệm vụ được giao một cách gọn gàng, gây ra sự hoang mang trong hàng ngũ quân địch.
Lối chơi của game buộc người chơi phải ẩn mình, hoạt động lén lút, ám sát kẻ thù một cách xuyên suốt. Trên đường đi người chơi cũng tiếp cận một vài thứ vũ khí như súng lục hãm thanh, shotgun hay tiểu liên... Đôi khi trong một vài tình huống giết lén đòi hỏi khá nhiều kỹ năng của người chơi chẳng hạn như gạt cầu dao làm những tên lính đứng trên các vũng nước bị điện giật hay lén tháo chốt lựu đạn trên người chúng rồi rút lui một cách nhanh chóng, kèm theo huýt sáo để thu hút sự chú ý của quân địch gần đó. Nếu chọn đúng thời điểm có thể giúp người chơi tiêu diệt được một toán lính nhỏ với chính lựu đạn của kẻ thù.
Ánh sáng và bóng tối đóng vai trò rất quan trọng trong game. Trong những màn chơi về sau, người chơi phải ẩn nấp trong những hành lang dài với những ánh đèn pha quét trên mặt đất. Sự tương phản giữa bóng tối và ánh sáng mờ ảo tạo ra vô số hiệu ứng bóng và đôi lúc vô tình tố cáo vị trí của người chơi. Những tình huống này đòi hỏi người chơi sự kiên nhẫn cùng khả năng dự đoán quỹ đạo di chuyển của lính gác để biết lúc nào nên ẩn nấp, lúc nào nên chạy nhanh.
Vũ khí và đạn dược trong Velvet Assassin khá hiếm hoi mà không thể lấy từ xác địch, do đó người chơi phải chủ động sử dụng kỹ năng ẩn nấp và các ống tiêm morphin. Chất morphin giúp kích hoạt tính năng làm chậm thời gian có tác dụng giúp Violette giành được ưu thế trong các pha hành động dứt điểm hay đấu súng và chuyển động nhanh nhẹn hơn trong một thời gian ngắn.
Nhờ sự kết hợp tính nhập vai vào game thông qua việc thu thập những đồ vật rải rác khắp nơi qua mỗi màn chơi, giúp người chơi nhận được nhiều điểm kinh nghiệm để nâng cấp các chỉ số cho Violette. Một khi người chơi đạt đến 1.000 điểm kinh nghiệm thì kỹ năng của nhân vật chính có thể được dùng để nâng cấp máu, khả năng làm chậm thời gian của morphin cũng như tốc độ di chuyển khi đang ẩn mình.

## Tiếp thị
SouthPeak Games đã cùng hợp tác với Peter Chung để sản xuất một phiên bản giới hạn của cuốn tiểu thuyết đồ họa kỹ thuật số dựa theo game. Chung được biết đến khả năng sáng tạo ra nhân vật trong Aeon Flux, cũng như thành quả của ông trong The Animatrix. Cuốn tiểu thuyết được phân phối độc quyền cho những game thủ đã đặt trước trò chơi từ GameStop.
Giấc mơ của Violette là một trải nghiệm tương tác sản xuất nhằm quảng bá cho Velvet Assassin. Chương trình do Yomi Ayeni tạo ra và sản xuất bởi Expanding Universe, một công ty sản xuất có trụ sở tại Anh, ARG đã huy động hàng ngàn người tham gia vào một cuộc phiêu lưu thực tế nhằm tìm kiếm kho báu ẩn và những thỏi vàng. Sử dụng các trang web, diễn đàn, blog, video, âm thanh, điện thoại di động và điện thoại nhắn tin, cũng như thành tích và các sự kiện trong đời thực, cốt truyện cuốn hút và tương tác đã lôi kéo những người chơi khi họ tương tác với một loạt các nhân vật và tổ chức. Một thỏi vàng đã được tìm thấy trong một nhà giam ở Fredericksburg, Texas, tại nhà ga London Victoria.

## Đón nhận
Velvet Assassin đã nhận được những đánh giá hỗn hợp từ trang web tập hợp các đánh giá Metacritic.
IGN chấm Velvet Assassin ở mức 5/10, chỉ trích cơ chế hành động bí mật không phù hợp và cốt truyện yếu kém.
GameSpot nhận xét tuy không đồng ý (chỉ trích vì AI khờ khạo của game và "khả năng bắn súng tệ hại") và gọi nó là "một sự tác động, cái nhìn đáng sợ ngay tại thời kỳ đen tối nhất trong lịch sử nhân loại", thưởng cho nó số điểm 7.5/10.
GameZone ca ngợi phong cách và cốt truyện của trò chơi nhưng không thích tính có thể đoán trước của kẻ địch, đã chấm cho game với số điểm 7.7/10. 
Tại Nhật Bản, nơi phiên bản Xbox 360 được Ubisoft chuyển thể và xuất bản vào ngày 17 tháng 9 năm 2009, Famitsu đã đánh giá với 2 điểm 7, một 8 và một 6 với tổng số 28 trên 40.